# Nonnula brunnea
Nonnula brunnea, conhecida como barbudinho-castanho ou freirinha-pardacenta é uma espécie de ave da família Bucconidae.
Esta espécie está confinada a uma faixa muito pequena no oeste da Amazônia, sendo encontrada do sul da Colômbia ao sul e ao norte do Peru, região em que ocorre em floresta úmida de terra firme de baixa altitude e, mais raramente, em matas secundárias.